# Course aux postes de porte-paroles de Québec solidaire de 2023
 (août 2023).
La mise en forme du texte ne suit pas les recommandations de Wikipédia : il faut le « wikifier ».
Les points d'amélioration suivants sont les cas les plus fréquents. Le détail des points à revoir est peut-être précisé sur la page de discussion.
- Les titres sont pré-formatés par le logiciel. Ils ne sont ni en capitales, ni en gras.
- Le texte ne doit pas être écrit en capitales (les noms de famille non plus), ni en gras, ni en italique, ni en « petit »…
- Le gras n'est utilisé que pour surligner le titre de l'article dans l'introduction, une seule fois.
- L'italique est rarement utilisé : mots en langue étrangère, titres d'œuvres, noms de bateaux, etc.
- Les citations ne sont pas en italique mais en corps de texte normal. Elles sont entourées par des guillemets français : « et ».
- Les listes à puces sont à éviter, des paragraphes rédigés étant largement préférés. Les tableaux sont à réserver à la présentation de données structurées (résultats, etc.).
- Les appels de note de bas de page (petits chiffres en exposant, introduits par l'outil «  Source ») sont à placer entre la fin de phrase et le point final[comme ça].
- Les liens internes (vers d'autres articles de Wikipédia) sont à choisir avec parcimonie. Créez des liens vers des articles approfondissant le sujet. Les termes génériques sans rapport avec le sujet sont à éviter, ainsi que les répétitions de liens vers un même terme.
- Les liens externes sont à placer uniquement dans une section « Liens externes », à la fin de l'article. Ces liens sont à choisir avec parcimonie suivant les règles définies. Si un lien sert de source à l'article, son insertion dans le texte est à faire par les notes de bas de page.
- La présentation des références doit suivre les conventions bibliographiques. Il est recommandé d'utiliser les modèles {{Ouvrage}}, {{Chapitre}}, {{Article}}, {{Lien web}} et/ou {{Bibliographie}}. Le mode d'édition visuel peut mettre en forme automatiquement les références.
- Insérer une infobox (cadre d'informations à droite) n'est pas obligatoire pour parachever la mise en page.

Pour une aide détaillée, merci de consulter Aide:Wikification.
Si vous pensez que ces points ont été résolus, vous pouvez retirer ce bandeau et améliorer la mise en forme d'un autre article.
La course aux postes de porte-paroles de Québec solidaire de 2023 a lieu d'août à novembre 2023 et se conclura à l'issue du congrès biannuel de la formation politique québécoise de gauche. Deux postes seront à pourvoir, soit une porte-parole féminine et un porte-parole masculin. Le 16 mai 2023, Manon Massé, qui occupe le poste de porte-parole féminine depuis 2017 annonce qu'elle ne renouvellera pas son mandat de porte-parole à l'issue du congrès de l'automne 2023. Son collègue porte-parole Gabriel Nadeau-Dubois annonce au même moment qu'il se représente à sa réélection.

## Rôle de porte-parole à Québec solidaire
Contrairement aux autres partis politiques québécois qui sont dirigés par un chef qui est le principal visage de son parti, Québec solidaire est représenté sur la scène publique par deux porte-paroles élus par les membres, qui doivent obligatoirement être un homme et une femme (d'ailleurs, chaque organe et comité de QS se doit également d'être paritaire d'après les statuts et règlements internes,), structure reflétant sa vision propre d'une gouvernance démocratique réduisant au minimum les hiérarchies.
Outre ne pas avoir de chef de parti au sens que les autres partis du Québec lui donnent, Québec solidaire ne tient pas non plus de vote de confiance comme le pratiquent les autres partis. Néanmoins, pour les porte-paroles qui se représentent à leur poste, tel que Gabriel Nadeau-Dubois lors de celle qui aura lieu en 2023, la course biannuelle comme porte-parole est simultanément un vote de confiance. Cela implique donc que toute personne correspondant aux critères visés pour le poste de porte-parole et souhaitant tenter sa chance peut le faire.
Le système électoral québécois exige qu'un chef soit désigné pour chaque parti. Depuis la fondation de QS, c'est le responsable du secrétariat général qui est d'office considéré comme « chef » du parti auprès du Directeur général des élections du Québec. Le fait d'être désigné « chef » ne confère aucun pouvoir particulier au secrétaire-général. Toutefois, de par sa fonction, ce dernier est également membre d'office du principal organe exécutif de Québec solidaire, le Comité de coordination national (CCN), aux côtés des deux porte-paroles, du président du parti ainsi que dix autres personnes élues.

## Règles et modalités de la course
Les règles relatives à la course aux postes de porte-parole sont dévoilées le 22 juin 2023.
La date officielle de déclenchement prévue sera le 25 août 2023, la date limite pour soumettre une candidature sera le 24 octobre et la date du vote aura lieu les 24, 25 et 26 novembre lors du Congrès. Le parti prévoit organiser un événement électoral national au milieu de la campagne où seront invitées toutes les personnes candidates officielles.
Pour être une personne candidate au poste de porte-parole, il faut être membre en règle de Québec solidaire et récolter les signatures de 500 membres en règle provenant d'au moins six régions administratives du Québec et d'au moins 20 circonscriptions.
Pour les modalités du vote, le parti indique que celui-ci aura lieu par vote préférentiel s'il y a plus de deux candidatures pour un même poste, sans forcer à appuyer toutes les personnes candidates. Le parti indique également que chaque personne candidate pourra déléguer une personne de son choix pour observer le dépouillement du vote.

## Déroulement

### Événements passés
- 16 mai : Manon Massé annonce qu'elle ne se représentera pas à son poste de porte-parole. Gabriel Nadeau-Dubois annonce simultanément qu'il tentera de renouveler son mandat.
- 21 mai : Ruba Ghazal, élue du parti, annonce sa candidature.
- 5 juin : Émilise Lessard-Therrien, ancienne élue du parti, confirme à son tour sa candidature.
- 12 juin : Christine Labrie, élue du parti, annonce également qu'elle se présentera.
- 25 août : lancement officiel de la course[6].
- 24 octobre : date limite pour soumettre une candidature[6].

### Événements prévus
- 24 au 26 novembre : élection prévue des deux nouveaux porte-paroles, lors du congrès du parti[6].

## Enjeux
En première moitié de 2023, des médias et chroniqueurs notent que la course portera sur le positionnement idéologique et politique du parti à la suite des élections de 2022, incluant la question nationale du Québec, ainsi que sur la place des régions au sein de Québec solidaire, lequel n'a jamais eu de porte-parole résidant hors de Montréal,.

## Porte-parole féminine

### Candidates

#### Candidatures officielles
| Candidate                | Naissance                                                       | Fonctions                                                                                | Campagne et date d'annonce (Date de candidature) |
| ------------------------ | --------------------------------------------------------------- | ---------------------------------------------------------------------------------------- | ------------------------------------------------ |
| Ruba Ghazal              | 6 décembre 1977 (47 ans) Beyrouth (Liban)                       | Whip de Québec solidaire (2022-2023) Députée de Mercier (depuis 2018)                    | 21 mai 2023 (Inconnue)                           |
| Christine Labrie         | 28 septembre 1987 (37 ans) Sherbrooke (Estrie)                  | Leader parlementaire de Québec solidaire (2021-2022) Députée de Sherbrooke (depuis 2018) | 12 juin 2023 (30 septembre 2023)                 |
| Émilise Lessard-Therrien | 27 novembre 1991 (33 ans) Duhamel-Ouest (Abitibi-Témiscamingue) | Députée de Rouyn-Noranda–Témiscamingue (2018-2022)                                       | 5 juin 2023 (Inconnue)                           |

#### Candidatures potentielles
- Alejandra Zaga Mendez, présidente de Québec solidaire de 2021 à 2022, députée de Verdun depuis 2022 et whip de Québec solidaire depuis 2023[7]

#### Candidatures déclinées
- Manon Massé, députée de Sainte-Marie–Saint-Jacques depuis 2014 et porte-parole féminine de Québec solidaire depuis 2017[1]

### Appuis

#### Ruba Ghazal

##### Officiers de Québec solidaire
- Andrés Fontecilla, ancien porte-parole masculin de Québec solidaire et député de Laurier-Dorion[14]

##### Députés à l'Assemblée nationale
- Sol Zanetti, député de Jean-Lesage et ancien chef d'Option nationale[15]

##### Anciens candidats non-élus
- Laura Avalos, candidate dans Chapleau en 2014 et Gatineau en 2022[16]
- Martin Bécotte, candidat dans Châteauguay en 2022[17]
- Ernesto Castro Roch, candidat dans Rousseau en 2022[16]
- Valérie Cayouette-Guilloteau, candidate dans Lévis en 2022[17]
- Josée Chevalier, candidate dans Laval-des-Rapides en 2022[17]
- Ève Duhaime, candidate dans Saint-Jérôme en 2018 et Charlesbourg en 2022[17]
- Adrien Guibert-Barthez, candidat dans Chicoutimi en 2022 et ancien co-porte-parole de la Coalition Fjord[17]
- Guillaume Lajoie, candidat dans Mille-Îles en 2022[17]
- Annabelle Lalumière-Ting, candidate dans Orford en 2018[16]
- Tony Martel, candidat dans Drummond–Bois-Francs en 2022[17]
- Elsa Moulin, candidate dans Lac-Saint-Jean en 2022[17]
- Rabah Moulla, candidat dans Chomedey en 2018 et ancien membre du Comité de coordination national de Québec solidaire[16]
- Marc-Olivier Neveu, candidat dans Saint-Jérôme en 2022 et candidat à la mairie de Saint-Jérôme en 2021[17]
- Michaël Ottereyes, candidat dans Roberval en 2022[17]
- Emmanuelle Perras, candidate dans Huntingdon en 2022[17]
- Hilal Pilavci, candidate dans D'Arcy-McGee en 2022 et ex-présidente du conseil d'administration du Parlement étudiant du Québec[16]
- Simon Piotte, candidat dans Maskinongé en 2018 et 2022[17]
- Benoit Racette, candidat dans Saint-Henri–Sainte-Anne en 2018[18]
- Zachary Robert, candidat dans Chomedey en 2022 et président du Forum jeunesse du Bloc québécois de Laval[17]
- Serge Roy, candidat dans Taschereau en 2007, 2008 et 2012 et ex-président du Syndicat de la fonction publique du Québec[19]
- Sophie Samson, candidate dans Soulanges en 2022[17]
- Fabien Torres, candidat dans Groulx en 2018[16]
- David Touchette, candidat dans LaFontaine en 2018 et Westmount–Saint-Louis en 2022[16]
- Shophika Vaithyanathasarma, candidate dans Marie-Victorin en avril 2022 et octobre 2022 et candidate fédérale bloquiste dans Rosemont—La Petite-Patrie en 2021[20]

##### Organisations
- Option nationale[21]

##### Autres personnalités
- Christian Bégin, acteur, réalisateur et animateur de télévision[18]
- Ève Landry, actrice et improvisatrice[18]
- Kim Lévesque-Lizotte, scénariste, autrice et humoriste[18]
- Jonathan Livernois, écrivain, essayiste et professeur d'université[22]
- Nimâ Machouf, candidate fédérale néo-démocrate dans Laurier—Sainte-Marie en 2019 et 2021 et conjointe d'Amir Khadir[23]
- Hubert Proulx, acteur et conjoint de Ruba Ghazal[22]

#### Christine Labrie

##### Officiers de Québec solidaire
- Alexandre Leduc, leader parlementaire de Québec solidaire, député d'Hochelaga-Maisonneuve et conjoint de Christine Labrie[15],[20]

##### Députés à l'Assemblée nationale
- Haroun Bouazzi, député de Maurice-Richard[15]
- Guillaume Cliche-Rivard, député de Saint-Henri–Sainte-Anne[24]
- Étienne Grandmont, député de Taschereau[24]

##### Anciens candidats non-élus
- Mélissa Généreux, candidate dans Saint-François en 2022 et ex-directrice de la santé publique du CIUSSS de l'Estrie[25]
- Ricardo Gustave, candidat dans Bourassa-Sauvé en 2022[26]
- Colombe Landry, candidate dans Johnson en 2008 et Richmond en 2012, 2014 et 2018[26]
- Alexandre Legault, candidat dans Brome-Missisquoi en 2018 et 2022[27]
- Marilyn Ouellet, candidate dans Mégantic en 2022[25]
- Sébastien Robert, candidat dans Marie-Victorin en 2008 et Vachon en 2010, 2012 et 2014[26]
- Kenza Sassi, candidate dans Orford en 2022[25]
- Ismaël Seck, candidat dans Jeanne-Mance–Viger en 2018[27]

#### Émilise Lessard-Therrien

##### Officiers de Québec solidaire
- André Frappier, ancien porte-parole masculin intérimaire de Québec solidaire, candidat fédéral néo-démocrate dans Papineau en 2004 et candidat dans Crémazie en 2007, 2008, 2012 et 2014[28]

##### Députés à l'Assemblée nationale
- Vincent Marissal, député de Rosemont[29]

##### Anciens candidats non-élus
- Josée Bélanger, candidate dans Vimont en 2022[30]
- Marie-Phare Boucher, candidate dans Matane-Matapédia en 2018 et 2022[31]
- Karine Cliche, candidate dans Sainte-Rose en 2022[30]
- Jérémy Côté, candidat dans Marquette en 2022[30]
- Olivier Côté, candidat dans Deux-Montagnes en 2022[30]
- Rose Crevier-Dagenais, candidate dans Prévost en 2022, conseillère municipale de Saint-Hippolyte et ex-présidente de la Fédération étudiante collégiale du Québec[30]
- Catherine Cyr Wright, candidate dans Bonaventure en 2018 et 2022[31]
- Pierre Dostie, candidat dans Chicoutimi en 2003 pour l'Union des forces progressistes, 2012, 2016 et 2018, ancien chef intérimaire du Rassemblement pour l'alternative progressiste et ancien porte-parole masculin de l'UFP[32]
- Benjamin Gingras, candidat dans Abitibi-Est en 2022[30]
- Carol-Ann Kack, candidate dans Rimouski en 2018 et 2022[31]
- Élisabeth Labelle, candidate dans Notre-Dame-de-Grâce en 2022[30]
- Benoît Landry, candidat dans Borduas en 2022[30]
- Alexis Lapierre, candidat dans Abitibi-Ouest en 2022[30]
- Myriam Lapointe-Gagnon, candidate dans Rivière-du-Loup–Témiscouata en 2022 et fondatrice du mouvement « Ma place au travail »[31]
- Marie-Claude Latourelle, candidate dans Papineau en 2022[30]
- Claude Lefrançois, candidate dans Laporte en 2018 et 2022[30]
- Philippe Pagé, candidat dans Richmond en 2022 et maire de Sainte-Camille[20]
- Laurence Pageau, candidate dans Anjou-Louis-Riel en 2022[30]
- Nadia Poirier, candidate dans Terrebonne en 2022[30]
- Jasmine Roy, candidate dans Labelle en 2022[30]
- Steven Roy Cullen, candidat dans Champlain en 2018 et Trois-Rivières en 2022[33]
- Mike Owen Sebagenzi, candidat dans Pontiac en 2022[30]

##### Autres personnalités
- Émile Bilodeau, auteur-compositeur-interprète[30]

#### Refus d'appuyer

##### Officiers de Québec solidaire
- Françoise David, ancienne porte-parole féminine de Québec solidaire et d'Option citoyenne, ex-députée de Gouin et ex-présidente de la Fédération des femmes du Québec[34]
- Amir Khadir, ancien porte-parole masculin de Québec solidaire et de l'Union des forces progressistes et ex-député de Mercier[35]
- Manon Massé, porte-parole féminine de Québec solidaire et députée de Sainte-Marie–Saint-Jacques[15]
- Gabriel Nadeau-Dubois, porte-parole masculin de Québec solidaire et député de Gouin[15]
- Alejandra Zaga Mendez, whip de Québec solidaire, ex-présidente de Québec solidaire et députée de Verdun[15]

##### Anciens candidats non-élus
- François Saillant, candidat dans Rosemont en 2007, 2008 et 2012, ancien porte-parole masculin d'Option citoyenne et ex-coordinateur du FRAPRU[34]

### Résultats
Émilise Lessard-Therrien est élue porte-parole féminine de Québec solidaire au deuxième tour avec 50,3% des votes des délégués. Seulement trois votes séparent les deux meneuses lors du second tour.
| Candidate | Candidate                | Premier tour | Premier tour | Deuxième tour | Deuxième tour |
| Candidate | Candidate                | Votes        | Pourcentage  | Votes         | Pourcentage   |
| --------- | ------------------------ | ------------ | ------------ | ------------- | ------------- |
|           | Émilise Lessard-Therrien | Inconnu      | 35,4%        | Inconnu       | 50,3%         |
|           | Ruba Ghazal              | Inconnu      | 36,2%        | Inconnu       | 49,7%         |
|           | Christine Labrie         | Inconnu      | 28,4%        | Éliminée      | Éliminée      |
| Totaux    | Totaux                   | Inconnu      | 100%         | Inconnu       | 100%          |

## Porte-parole masculin

### Candidats

#### Candidatures officielles
| Candidat              | Naissance                                | Fonctions                                                                             | Campagne et date d'annonce (Date de candidature) |
| --------------------- | ---------------------------------------- | ------------------------------------------------------------------------------------- | ------------------------------------------------ |
| Gabriel Nadeau-Dubois | 31 mai 1990 (35 ans) Montréal (Montréal) | Porte-parole masculin de Québec solidaire (depuis 2017) Député de Gouin (depuis 2017) | 16 mai 2023 (Inconnue)                           |

### Résultats
Gabriel Nadeau-Dubois est réélu comme porte-parole masculin avec 90,1% des votes des délégués.
|        | Gabriel Nadeau-Dubois | Inconnu | 90,1% |
| Totaux | Totaux                | Inconnu | 100%  |